# Marvin Cabrera
Marvin Cabrera (* 1. Mai 1980 in Mexiko-Stadt) ist ein mexikanischer Fußballspieler, der zunächst im Mittelfeld agierte und seit 2006 in der Abwehr tätig ist. 

## Leben
Sein erstes Spiel in der mexikanischen Primera División bestritt Cabrera am 19. November 2000, als sein Heimatverein Cruz Azul im Aztekenstadion sein Auswärtsspiel beim damaligen Stadtrivalen Necaxa (2:2) bestritt. 
Sein erstes Erstligator gelang ihm am 29. September 2002 in einem anderen Stadtderby gegen die UNAM Pumas im Olympiastadion von Mexiko-Stadt. In der 32. Minute gelang ihm der Treffer zur 1:0-Führung in einem Clásico Chilango, der 2:2 endete. 
Sein einziger Doppelpack in der Primera División gelang ihm in einem am 8. Mai 2004 ausgetragenen Auswärtsspiel bei den Tiburones Rojos de Veracruz, zu dessen 6:2-Sieg er mit seinen frühen Toren zum 1:0 (erste Minute) und 3:0 (neunte Minute) den Grundstein gelegt hatte. 
Nach fünf Jahren bei Cruz Azul wechselte Cabrera im Sommer 2005 zum CF Pachuca, bei dem er die nächsten drei Jahre unter Vertrag stand und die erfolgreichste Zeit seiner Profikarriere verbrachte. Mit den Tuzos gewann er zwei Meistertitel, zweimal den CONCACAF Champions’ Cup und einmal die Copa Sudamericana. Insbesondere am Gewinn des CONCACAF Champions’ Cup 2007 hatte er insofern maßgeblichen Anteil, als ihm im Finalhinspiel bei Chivas Guadalajara in der 82. Minute der wichtige Ausgleichstreffer zum 2:2 gelungen war, der erst das siegreiche Elfmeterschießen (7:6) nach dem torlosen Rückspiel ermöglicht hatte.

## Erfolge
- Mexikanischer Meister: Cla 2006, Cla 2007
- CONCACAF Champions’ Cup: 2007, 2008
- Copa Sudamericana: 2006